# Saltash
Saltash (in lingua cornica Essa) è un paese di 14 964 abitanti della Cornovaglia, in Inghilterra, situata lungo l'estuario del fiume Tamar ed appartenente al distretto di Caradon.
Situata al confine con il Devon, di fronte a Plymouth, è definita la "porta d'accesso" alla Cornovaglia.

## Amministrazione

### Gemellaggi
- Plougastel-Daoulas, Francia
- Buzançais, Francia